# Estreito de McClure

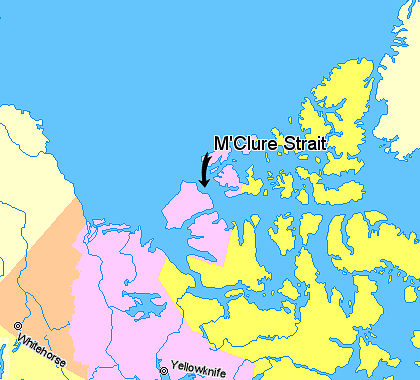
Localização do estreito de McClure.
Nunavut
Territórios do Noroeste
Território de Yukon
Regiões não pertencentes ao Canadá (Alasca e Gronelândia)

O estreito de McClure  (em inglês:  McClure Strait) é um estreito localizado no Arquipélago Ártico Canadiano e constitui o extremo mais ocidental da Passagem do Noroeste. Administrativamente, as suas costas pertencem aos Territórios do Noroeste, Canadá. 

## Geografia
As águas do estreito de McClure ligam o mar de Beaufort, a oeste, com o Viscount Melville Sound a leste. Está limitado a nordeste pela ilha Príncipe Patrick, ilha Eglinton e ilha Melville, e a sudoeste pela ilha Banks. Tem um comprimento de cerca de 330 km e largura mínima de cerca de 95 km.
Percorrendo-o de este a oeste, na margem norte fica a ilha Melville, as costas da península de Dundas, com os cabos de Hay e Dundas, o profundo golfo de Liddon (entre o cabo James Ross e a ponta Bailey), a baía de Hardy (entre a ponta Bailey e o cabo Smyth), o cabo Victoria, e a baía de Warrington. Navegando para oeste e deixando para trás a ilha Melville, ficam as águas do estreito de Kellet (entre a ilha Melville e a ilha Eglinton) e depois as do canal Crozier (entre a ilha Eglinton e a ilha do Príncipe Patrick). Segue a costa meridional da ilha Patrick, um troço onde se encontram a baía Butter, o Walker Inlet (entre o cabo Cam e Mecham), a baía Wolley, a ponta Domville e finalmente a baía Dyer. 

## História
Recebeu o seu nome em homenagem ao explorador irlandês Robert McClure, o primeiro a navegar pelas suas águas.
Dado que está cronicamente bloqueado com uma espessa banquisa, é geralmente intransitável para os navios na maior parte do ano, mas a recente subida de temperaturas deixou-o transitável no verão desde 2007.
Em 1954, um quebra-gelos dos E.U.A. conseguiu atravessá-lo pela primeira vez, abrindo o último obstáculo para estabelecer por mar uma rota mais curta na região ártica canadiana. Em 1969, o SS Manhattan, um petroleiro registado nos E.U.A., foi libertado dos gelos por um quebra-gelos do Canadá, e obrigado a viajar através das águas territoriais canadianas para completar a sua passagem para oeste. Existe uma controvérsia entre Canadá e Estados Unidos sobre as águas territoriais das ilhas do Ártico e a aplicação do limite territorial às 12 milhas costeiras. 
O estreito de McClure tem estado completamente aberto (livre de gelo) desde princípios de agosto de 2007. A Agência Espacial Europeia informou que a Passagem do Noroeste tem estado aberta completamente por causa da fusão do gelo marinho, deixando livre uma longamente procurada, mas historicamente intransitável, rota marítima entre Europa e Ásia. 